# San Bernardino (Vernazza)
San Bernardino è una frazione del comune di Vernazza, nella Riviera spezzina-Cinque Terre in provincia della Spezia.

## Geografia fisica
Situato all'interno del Parco Nazionale delle Cinque Terre, ad un'altitudine di circa 385 metri sul livello del mare, il paese fa parte di quella che viene chiamata la "strada dei Santuari". Meta di numerosi visitatori in quanto offre tra le altre cose ristoro e posti letto sia convenzionati che privati.
Si arriva a San Bernardino dalla Spezia in auto tramite la strada Provinciale 51 (litoranea) svoltando al bivio per Vernazza tramite la Strada Provinciale 61; oppure tramite il treno arrivando a Vernazza (dova passa la linea Genova-Livorno) e salendo verso la frazione mediante i bus del Parco. Vi è un piazzale d'arrivo nel paesino dove si interrompe la strada e dove si trova il Santuario mentre il resto del centro abitato è raggiungibile solo a piedi.
Dal piazzale è visibile sia Corniglia, altro paese del parco delle Cinque Terre, nonché la spiaggia naturista di Guvano, graziosa insenatura posta proprio sotto la frazione.

## Monumenti e luoghi d'interesse

### Architetture religiose
- Santuario di Nostra Signora delle Grazie, riadattamento ottocentesco da una cappella di origine tardo medievale. Nel santuario si venera una Madonna col Bambino, probabile opera settecentesca, venne incoronata nel 1891; la festa del santuario cade l'8 settembre. Il santuario fa parte, insieme al santuario di Nostra Signora di Montenero a Riomaggiore, al santuario di Nostra Signora della Salute a Manarola, al santuario di Nostra Signora di Reggio a Vernazza e al santuario di Nostra Signora di Soviore a Monterosso al Mare dei "Santuari delle Cinque Terre".

## Galleria d'immagini

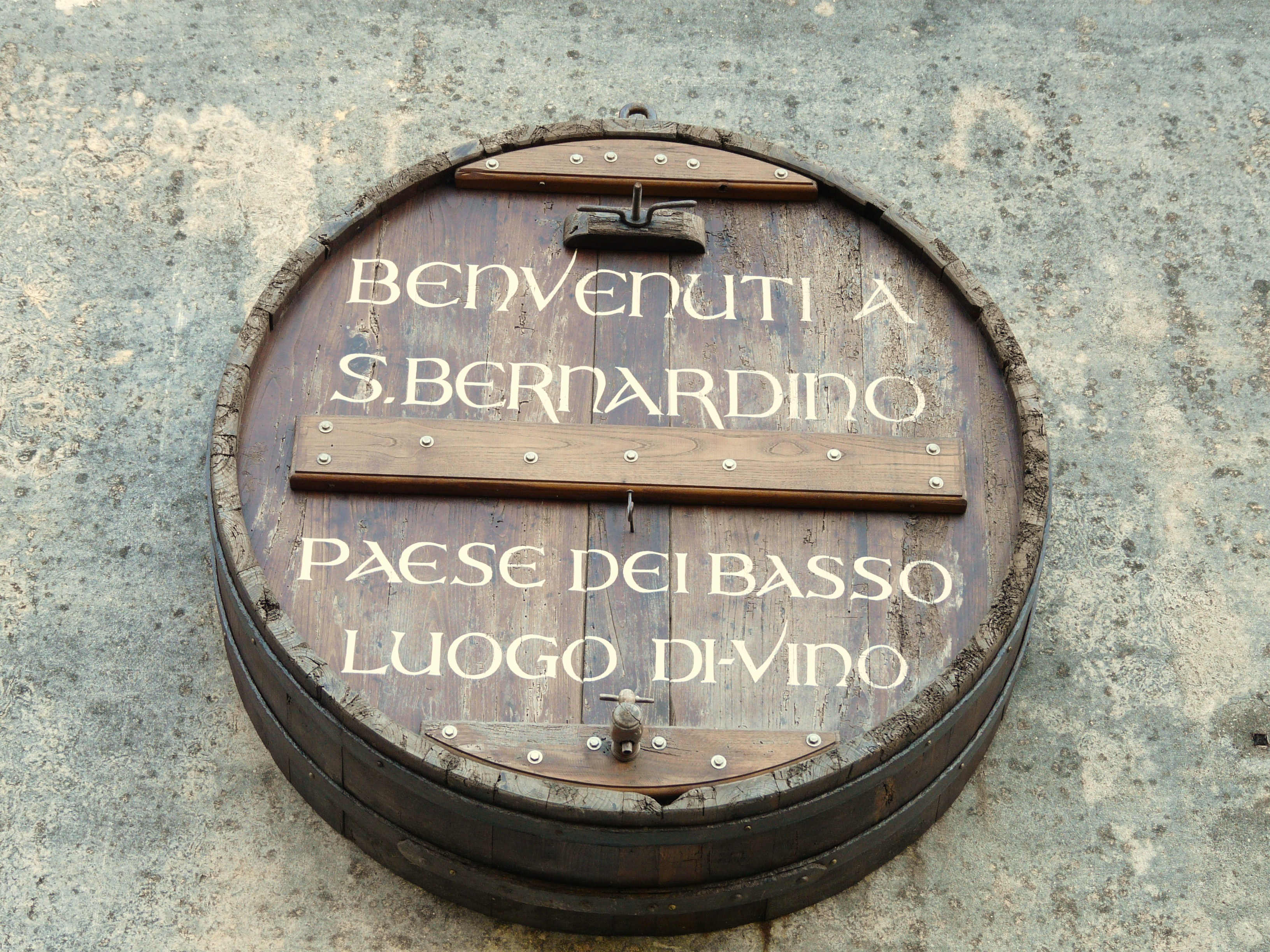
Curiosa cartellonista locale
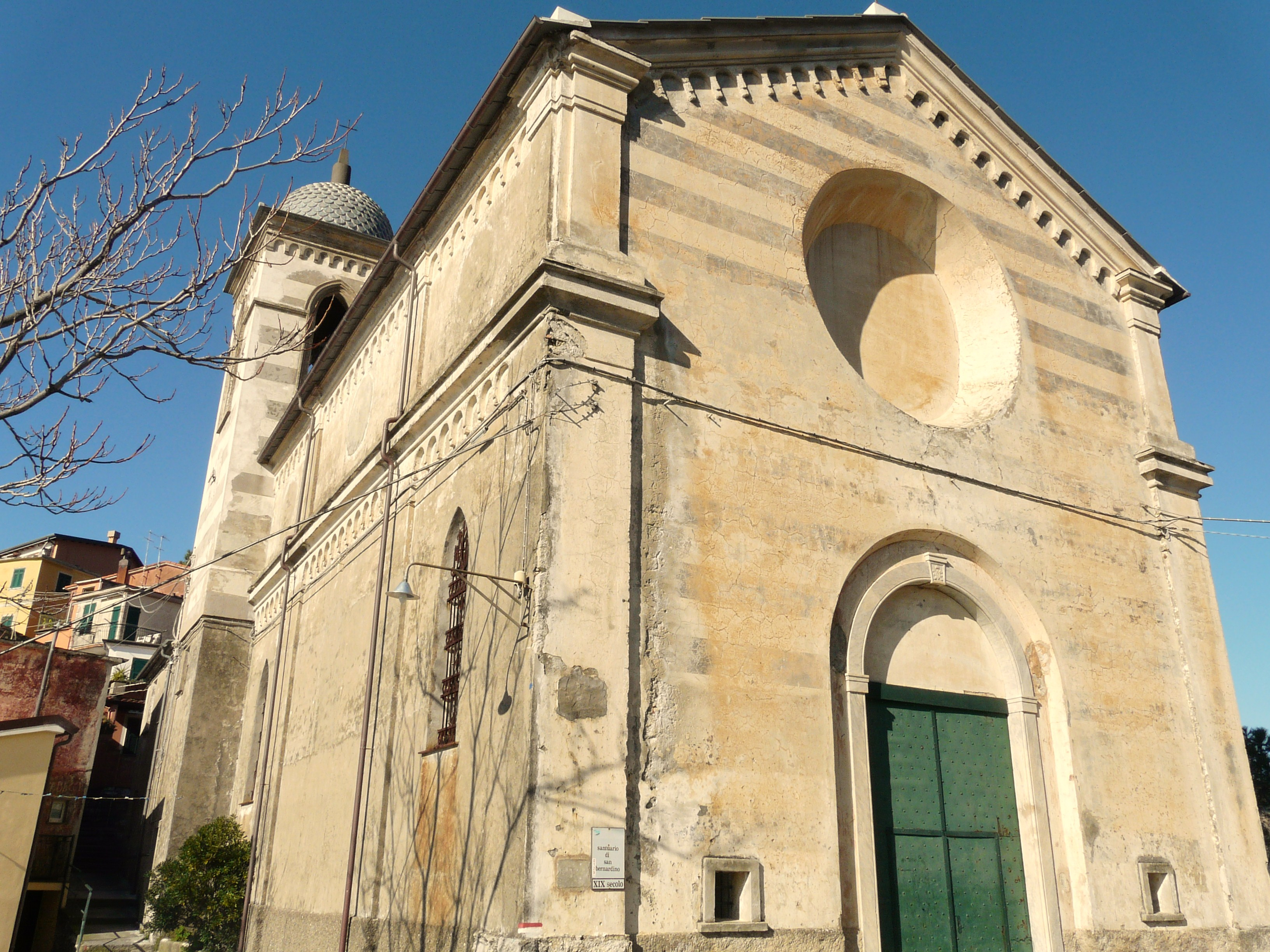
Il santuario delle Grazie